# Svatoňovice (nádraží)
Svatoňovice jsou dopravna D3, která se nachází u severního konce zástavby obce Svatoňovice v okrese Opava. Dopravna leží v km 33,814 jednokolejné Suchdol nad Odrou – Budišov nad Budišovkou mezi dopravnami Vítkov a Budišov nad Budišovkou.

## Historie

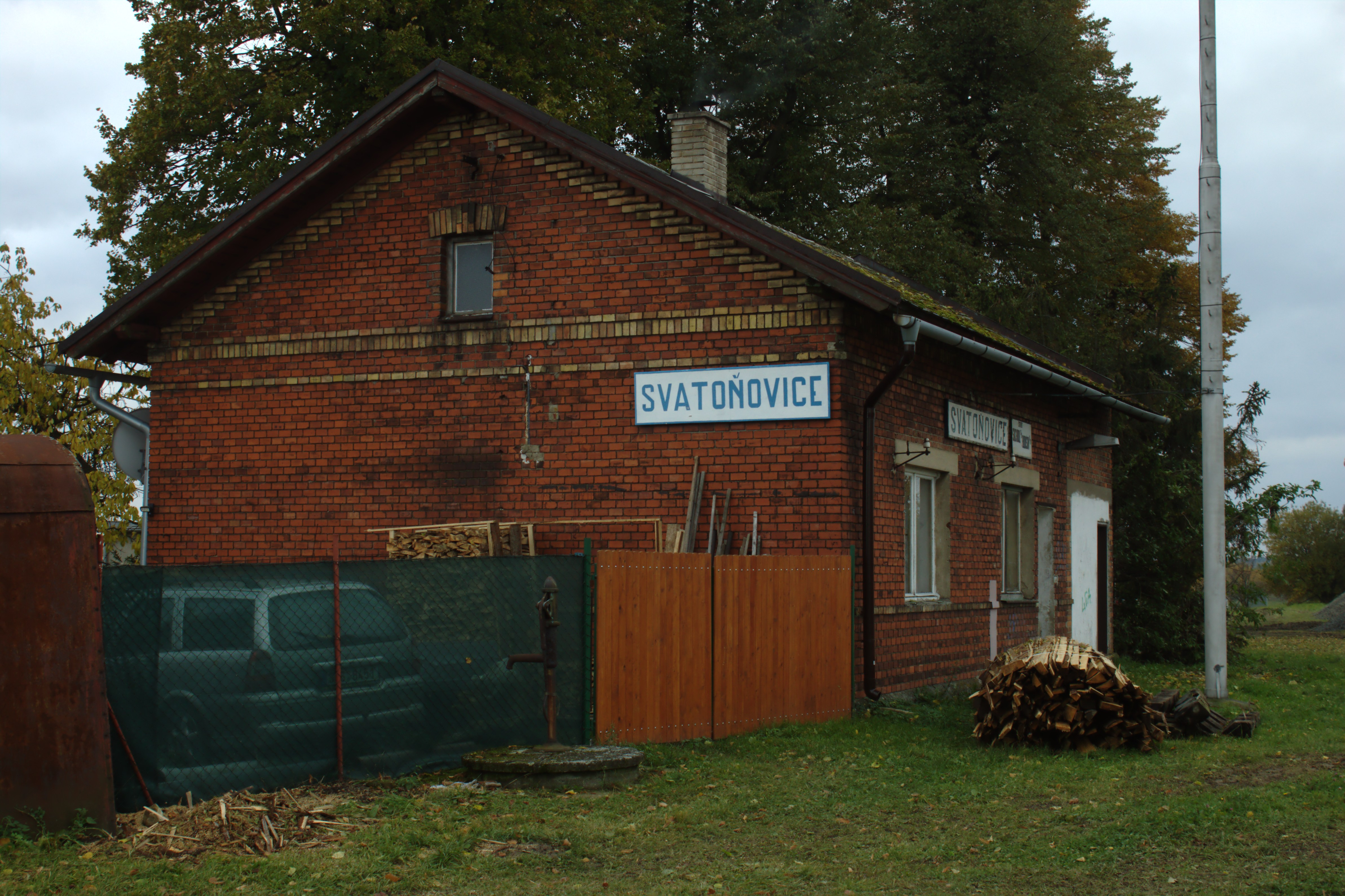
Nádražní budova v roce 2016

Nádraží s tehdejším německým názvem Schwansdorf bylo dáno do provozu 15. října 1891, tedy současně se zprovozněním tratě, na které leží. V letech 1945 až 1961 byl název Svatoňovice ve Slezsku, poté se zjednodušil na stávající Svatoňovice.

## Popis dopravny
Dopravna D3 Svatoňovice je řízena dirigujícím dispečerem, který sídlí ve stanici Suchdol nad Odrou. Dopravna je ohraničena lichoběžníkovými tabulkami umístěnými v km 26,902 (od Vítkova) a 33,750.

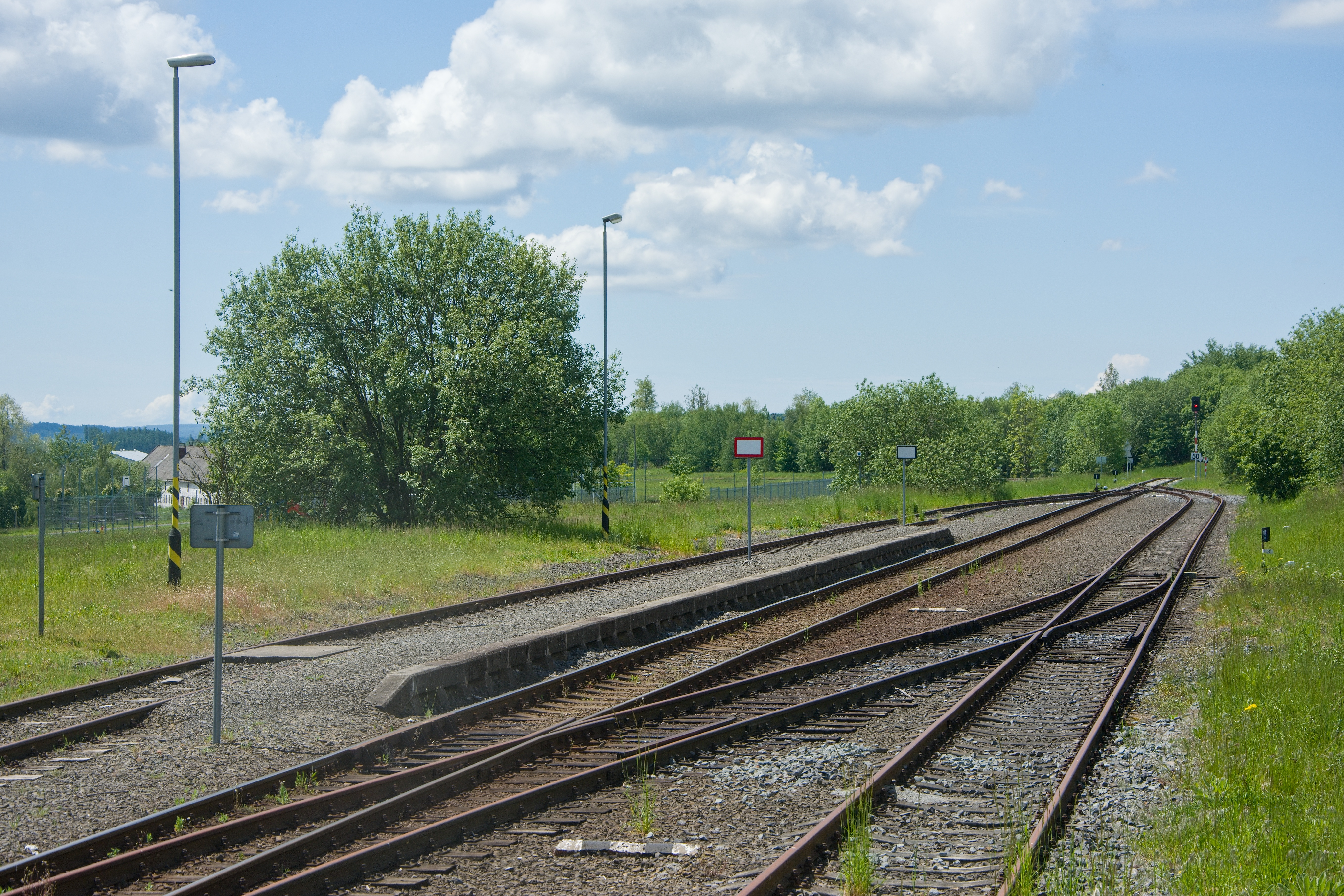
Celkový pohled na kolejiště a nástupiště

V dopravně se nacházejí dvě dopravní koleje: č. 1 a č. 3 (u budovy). Dále je v dopravně kusá manipulační kolej č. 2, zapojená do koleje č. 1 na obou zhlavích, směrem k Vítkovu tato kolej pokračuje jako kusá manipulační kolej č. 2a. Protože je v dopravně nástupiště jen u jedné dopravní koleje, mohou zde vlaky křižovat pouze v případě, kdy je jen jeden z vlaků určen pro nástup a výstup cestujících.
Na zhlavích dopravny jsou umístěna světelná krycí návěstidla (SkV měr Vítkov a LkB směr Budišov), které ovládá strojvedoucí vlaku pomocí dálkového ovladače. Návěst „Volno“ informuje strojvedoucího, že všechny přejezdy v prostorovém oddíle za návěstidlem jsou v bezporuchovém a bezanulačním stavu. Přímo v dopravně se nachází jeden přejezd: P6745 na vítkovském záhlaví. Přejezd P6745 v km 33,675 je zabezpečen světelným přejezdovým zabezpečovacím zařízením se závorami, trať na něm kříží silnice II/442.

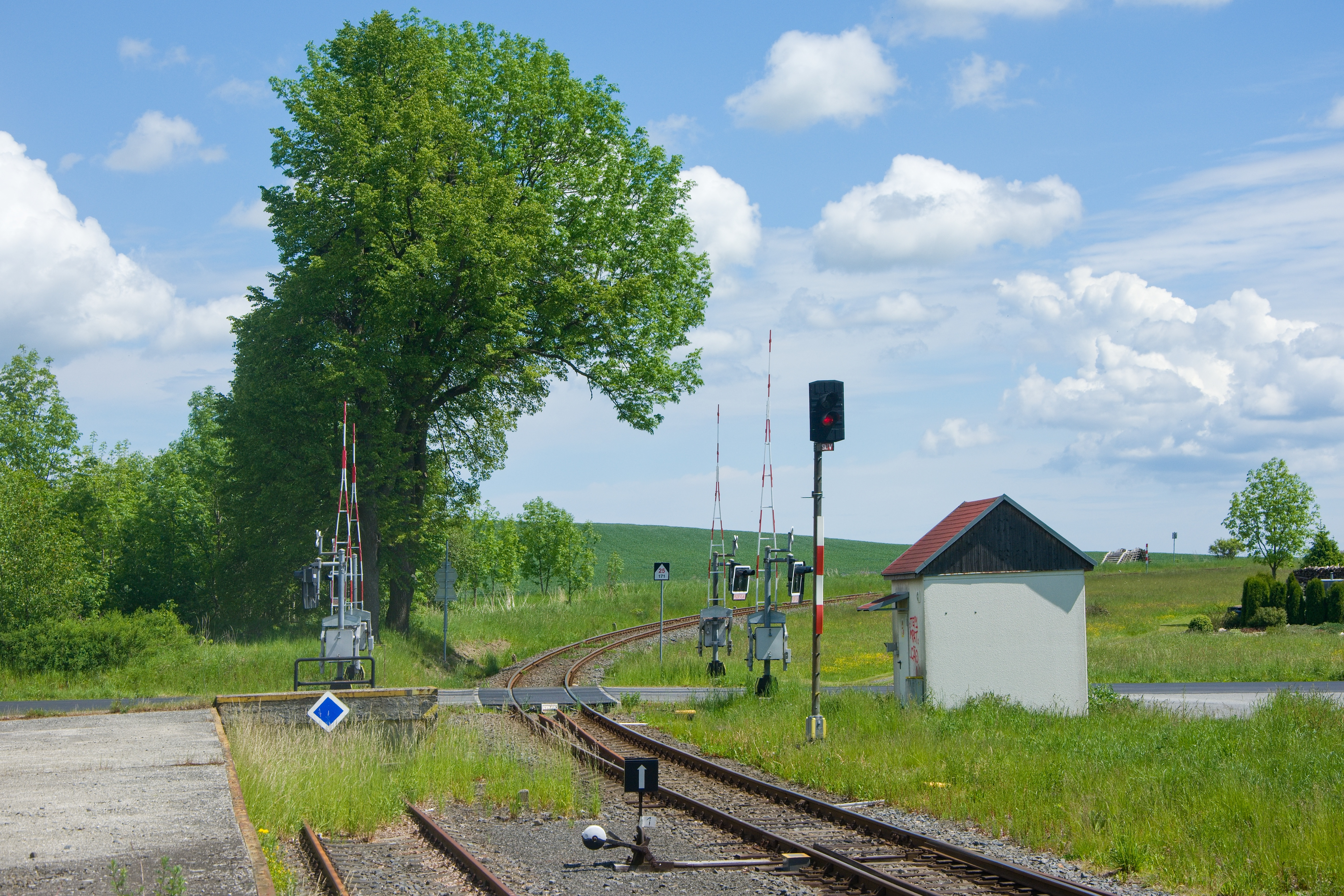
Přejezd P6745 a krycí návěstidlo na vítkovském zhlaví

Nástupiště je zřízeno jen u koleje č. 1. Jedná se o vnitřní jednostranné nástupiště o délce 60 m s pevnou nástupní hranou ve výšce 200 mm nad temenem kolejnice, příchod na nástupiště je úrovňový přes kolej č. 3. Cestující jsou o jízdách vlaků informováni pomocí rozhlasu, který ovládá dirigující dispečer. Cestujícím je k dispozici krytá čekárna.